# Európai Zöld Öv

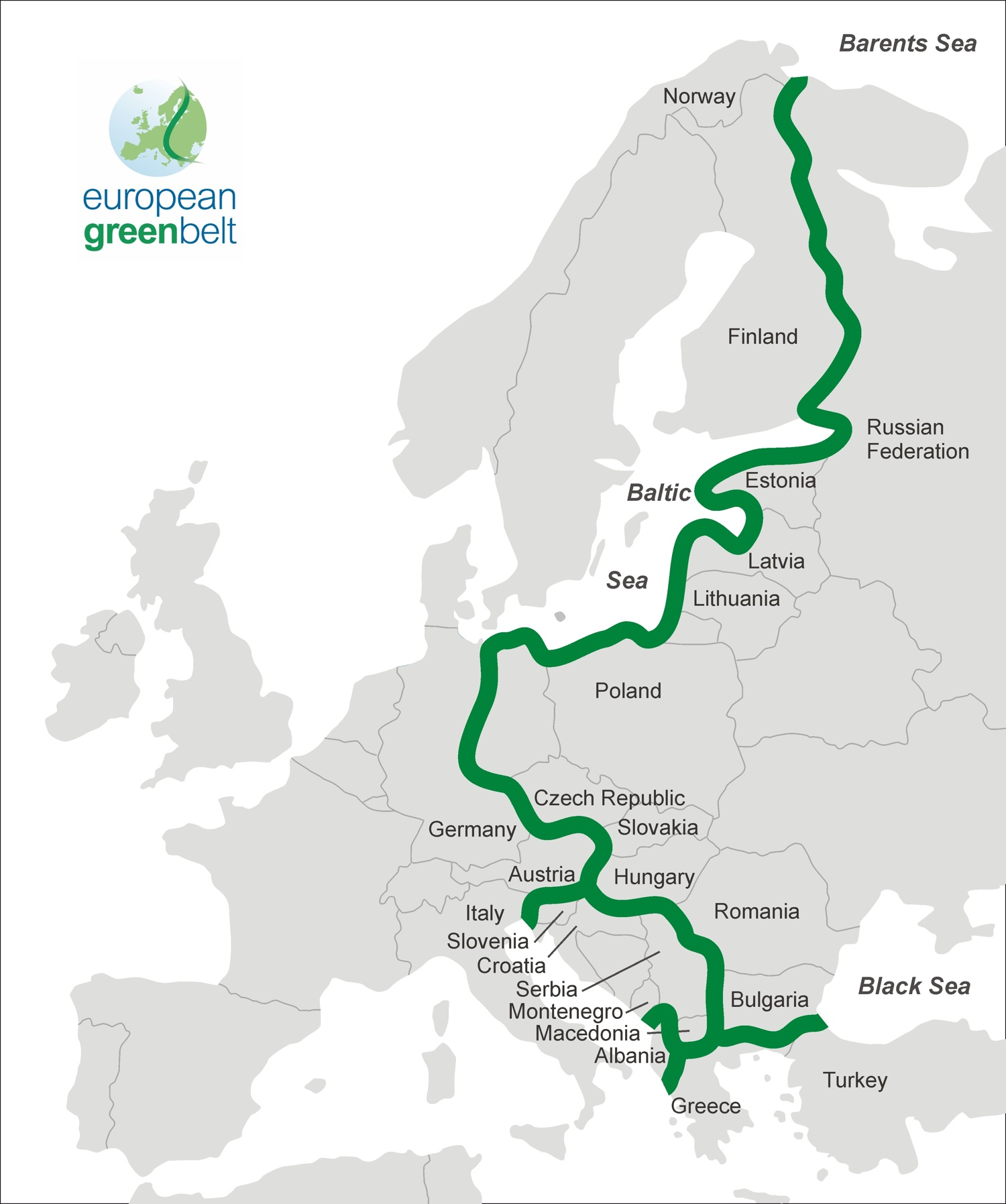
Az Európai Zöld Öv.

Európai Zöld Öv (European Green Belt) egy természetvédelmi kezdeményezés, mely során a hidegháborúban kialakult, nagyjából természetes állapotában megmaradt határsávot szeretnék megőrizni a néhai vasfüggöny mentén, mely keresztülszeli Európát. Ez a Zöld Öv mintegy 8500 kilométer hosszú és a norvég Jeges-tengertől Törökország határán lévő Fekete-tengerig húzódik, miközben 24 európai országon halad keresztül. Koordinátora a Természetvédelmi Világszövetség (IUCN).

## Létrejötte
Létrehozásának ötlete a Német Környezet- és Természetvédelmi Szövetségéhez (Bund für Umwelt und Naturschutz Deutschland – BUND) kötődik, mely Németországon belül próbálja a határ menti területeket a természetvédelem számára biztosítani. Az így kialakult 50–200 m szélességű határsáv számos veszélyeztetett faj mentsvárává vált, mivel a hidegháború idején ez a terület szinte érintetlen maradt. 2004-ben egy nemzetközi konferencián Magyarországon fektették le az Európai Zöld Öv alapjait, mégpedig a Fertő–Hanság Nemzeti Park Igazgatóság központi épületében, a sarródi Kócsagvárban. Ezen, az elsősorban a Német Természetvédelmi Hivatal (Bundesamt für Naturschutz) által finanszírozott rendezvényen egy munkaprogramot dolgoztak ki, melyet az érdekcsoportok tovább fejlesztenek.

## Szervezeti felépítése

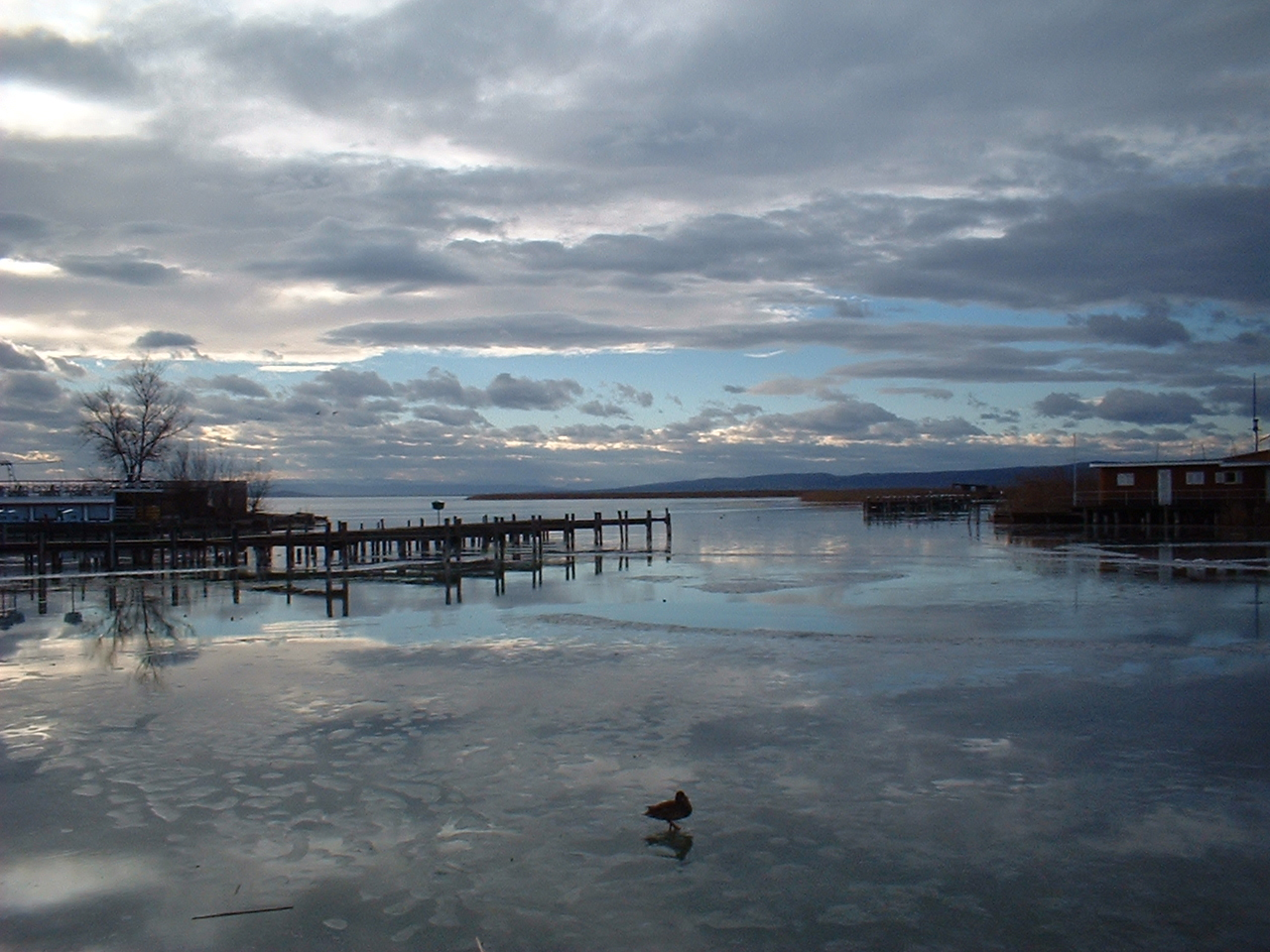
A Fertő (gyakran Fertő tó, németül Neusiedler See, horvátul: Nežidersko jezero) Magyarország északnyugati határa mentén, Sopron közelében található. Nagyobb része Ausztriához, a többi pedig Magyarországhoz tartozik. A Fertő-táj és ennek részeként maga a tó is a világörökség része. Magyarországi partvidékén a Fertő–Hanság Nemzeti Park, az ausztriain a Neusiedler See – Seewinkel Nemzeti Park található.

Az Európai Zöld Övet három részre tagolták, hogy könnyebb legyen a koordinációja:
- Fennoskandinávia (régiókoordinátor: Baltic Found for Nature): Norvégia, Finnország, Oroszország, Észtország, Lettország, Litvánia
- Közép-Európa (régiókoordinátor: BUND – Zöld Öv Iroda): Németország, Csehszlovákia, Ausztria, Szlovákia, Magyarország, Szlovénia, Olaszország, Horvátország, Lengyelország
- Balkán (régiókoordinátor: Euronatur): Szerbia, Montenegró, Macedónia, Románia, Bulgária, Albánia, Koszovó, Görögország, Törökország

Mindegyik csoportnak megvan a saját koordinátora, aki a hatékonyabb információáramlásért, hatékony működésért, projektek kivitelezéséért, valamint Workshop-ok szervezéséért felelős. Minden ország illetékes minisztériumában kinevezésre kerül egy megbízott, mely a nemzeti aktivitások koordinációjáért felel. Ezek az úgynevezett nemzeti kapcsolattartó pontok (National Focal Point) kölcsönhatást biztosítanak a minisztérium belföldi munkája és a Zöld Öv tevékenysége között, valamit egy jó kommunikációs platformot képez. A nemzetközi kapcsolattartó pontok a régiókoordinátorral valamint a Zöld Öv titkárságával is egyeztetnek.
Ezen kívül a projekthez minden csoport csatlakozhat, mely valamilyen formában érintett, mert csak így érhető el egy hatékony védelmi rendszer. Ezekhez a csoportokhoz tartoznak nemzeti és nemzetközi társadalmi szervezetek (NGO) vagy civilszervezetek, nemzeti vagy nemzetközi minisztériumok, vagy egyéb állami apparátusok, földbirtokosok és egyéb érdeklődők.

## Munkaprogram
A 2004-es munkaprogram célja, hogy segítse a részt vevő országok közötti nemzetközi együttműködést, fenntartható fejlődés elvét, hozzájáruljon a Zöld Öv menti fajcsökkenés megfékezéséhez. Ennek értelmében hét olyan fő intézkedést dolgoztak ki, mely elvileg megfelel a SMART projektmenedzsment alapkövetelményeinek. 

## Természetvédelmi jelentősége
A veszélyeztetett fajok megóvása mellett a Zöld Öv fő célja mindenekelőtt, hogy egy akadálymentes hálózat jöjjön létre a különböző természeti területek között. Ehhez már meglévő nemzeti parkokat és más védett területeket szeretnének úgy beágyazni a Zöld Öv rendszerébe, hogy a populációk közötti génáramlás biztosított legyen, vagyis lehetővé váljon a fajok vándorlása egyik élőhelyről a másikra. 
Az egyes Zöld Öv szakaszok más-más környezeti viszonyokkal rendelkeznek:

### Fennoskandinávia
A Zöld Öv Fennoskandinávia szakasza az Eurázsiai–boreális flóraterület utolsó megmaradt eredeti erdejeit oltalmazza. Ehhez tartoznak eurázsiai tajga élőhelyek, különböző boreális zónák, tűnyalábos fenyők kifejezetten magas előfordulási helyei olyan vizes élőhelyek kapcsolatrendszerében, ahol a biodiverzitás alapjaiban véve kifejezetten magas. Ehhez jönnek még tengerparti szakaszok. Szarvas, szürke farkas, barna medve, gyűrűsfóka, valamint endemikus állatfajok egész sora éppúgy megtalálható a Zöld Öv fennoskandináviai szakasza mentén, mint különféle vándormadarak és veszélyeztetett növények.

### Közép-Európa
A közép-európai szakasz többnyire intenzíven hasznosított kultúrtájon halad keresztül. Ezért is vált éppen az egykori határsáv vörös listas növény- és állatfajok százainak mentsvárává. Számos különleges madárfaj található meg itt, mint pl. a rozsdás csuk, fekete gólya, nyírfajd, lappantyúfélék vagy a  tövisszúró gébics.   

### Balkán
A Balkán szakasz mindenekelőtt a táji sokféleségében emelkedik ki leginkább. Különösen fontos az egyes igen csak fajgazdag vizes élőhelyek összekapcsolása miatt, melyek közül természetvédelmi szempontból is különösen fontos a Duna szerepe. A Zöld Öv ezen szakaszán a legkülönfélébb tengerszint feletti magasságok előfordulnak, a Fekete-tenger és az Adriai-tenger 0 m tengerszint feletti magasságától a Korab 2753 méteréig.

## Veszélyeztetettség
A Zöld Öv állománya bizonyos tényezők által veszélyeztetett. Fennoskandináviában a fakitermelés a hidegháború óta nőtt. Bizonyos helyeken új és új építésű közlekedési infrastruktúrák szelik át a Zöld Övet. Ezen kívül nagy területeken az ipari méretű tájhasználat jelent gondot. 

## Külső hivatkozások
- Az Európai Zöld Öv hivatalos honlapja
- Pécsi STOP